# 上島清介
上島 清介（うえしま せいすけ、1934年5月16日 - ）は、日本の経営者。ヤマハ社長を務めた。

## 来歴・人物
石川県出身。1958年に慶應義塾大学経済学部を卒業し、同年に日本楽器製造(のちのヤマハ)に入社。1981年7月に専務に就任し、1983年8月に副社長を経て、1992年2月には社長に昇格。1997年6月に会長に就任し、1999年6月に顧問を経て、2000年6月に特別顧問に就任。
2007年10月には日本郵便社外取締役に就任。